# 토마스 뢸러
토마스 뢸러(독일어: Thomas Röhler, 1991년 9월 30일~)는 독일의 육상 선수로 주 종목은 창던지기이다. 2013년 유럽 U-23 육상 선수권 대회에서 동메달을 획득하였고, 2016년 리우데자네이루 올림픽에서 금메달을 획득하였다.

## 경력
예나에서 태어난 뢸러는 1998년에 육상을 시작했으며 요한 크리스토프 프리드리히 구츠무츠 스포츠 고등학교와 예나 대학교를 졸업했다.
2010년 주니어(20세 이하) 선수로서 창던지기에서 자신의 영향력을 구축하기 시작하였다. 2010년 5월 처음으로 개인 기록 70m를 돌파했고, 같은 해 7월에 캐나다 멍크턴에서 열린 2010년 세계 주니어 선수권 대회에 독일 국가대표로 참가하여 9위에 올랐다. 8월에는 울름에서 열린 독일 주니어 선수권에서 76.37m를 기록하며 개인 최고 기록을 세우고 2위를 하며 그 해를 마쳤다. 이듬해인 2011년 6월 체코 오스트라바에서 열린 2011년 유럽 U-23 선수권 대회에서 78.20m 기록하며 개인 기록을 갱신하고 7위에 올랐다.
2012년 6월에는 장크트벤델에서 열린 독일 국내 창던지기 대회에서 처음으로 80m를 넘어 그해 세계에서 54위로 높은 기록인 80.79m의 기록을 세웠다. 또한 이 대회는 뢸러보다 경험이 더 풍부한 독일 국가대표 선수인 티노 헤버를 꺾으며 우승을 차지한 첫 국내 성인 육상 대회이다. 그의 최고 기록은 2012년 하계 올림픽 파견 선수로 발탁되기에는 부족했으나 같은 해 7월에 핀란드 헬싱키에서 열리는 2012년 유럽 선수권 대회 국가대표로 발탁되며 처음으로 국가대표 선수가 되었다. 그는 예선에서 78.89m의 기록으로 13위를 하여 스웨덴의 가브리엘 발린과 동일한 기록을 세웠으나 차순위 기록인 2차 기록에서 발린에게 밀리며 결선 진출에는 실패했다.
2013년에는 처음으로 국제 메달을 획득했다. 이 시기부터 대회에 참가할때마다 80m를 넘는 기록을 세웠다. 3월에 스페인 카스테욘에서 열린 유러피언 컵에서 81.87m의 기록으로 라트비아의 지기스문츠 시르마이스의 뒤를 이어 준우승을 차지했다.  5월 말에는 데사우에서 열린 대회에서 83.95m를 기록하며 2013년 전체 시즌 순위 16위에 올랐다. 6월에는 노르웨이 오슬로에서 열린 다이아몬드 리그 데뷔 경기인 비슬레트 게임에서 3위에 올랐으며, 6월 말에는 영국 게이츠헤드에서 열린 2013년 유럽 팀 선수권 대회에서 러시아의 드미트리 타라빈의 뒤를 이어 2위에 올랐다. 7월 초에는 울름에서 열린 독일 선수권 대회에서 우승했으며, 핀란드 탐페레에서 열린 2013년 유럽 U-23 선수권 대회에서 81.74m의 기록으로 라트비아의 시르마이스와 대표팀 동료인 베른하르트 자이페르트의 뒤를 이어 3위를 하였다. 8월에는 러시아 모스크바에서 열린 2013년 세계 선수권 대회에 독일 국가대표로 참가하게 되었다. 그는 자신의 첫 세계 선수권 대회에서 74.45m를 기록하면서 75m 이상의 기록 달성에 실패하고, 예선 15위로 대회를 마쳤다. 그는 9월에 벨기에 브뤼셀에서 열린 다이아몬드 리그 대회인 이보 판 담 메모리얼에서 7위에 오르면서 2013년 시즌을 마쳤다.
2014년 3월 포르투갈 레이리아에서 열린 유러피언 컵에서 지난 유러피언 컵 때와 마찬가지로 시르마이스의 뒤를 이어 2위에 올랐다. 이후에 다이아몬드 리그 순회에 정규적으로 출연하여 5월에 미국 유진에서 열린 프리폰테인 클래식과 6월에 오슬로에서 열린 비슬레트 게임에서 5위를 하고나서 파리에서 열린 아레바 대회에서 84.74m를 기록하며 개인 기록을 갱신하고 3위를에 올랐다. 7월에는 영국 글래스고에서 열린 영국 육상 그랑프리에서 86.99m의 개인 신기록을 세우며 2013년 세계 선수권 우승자인 비테슬라프 베셀리를 꺾고 우승을 달성했다.

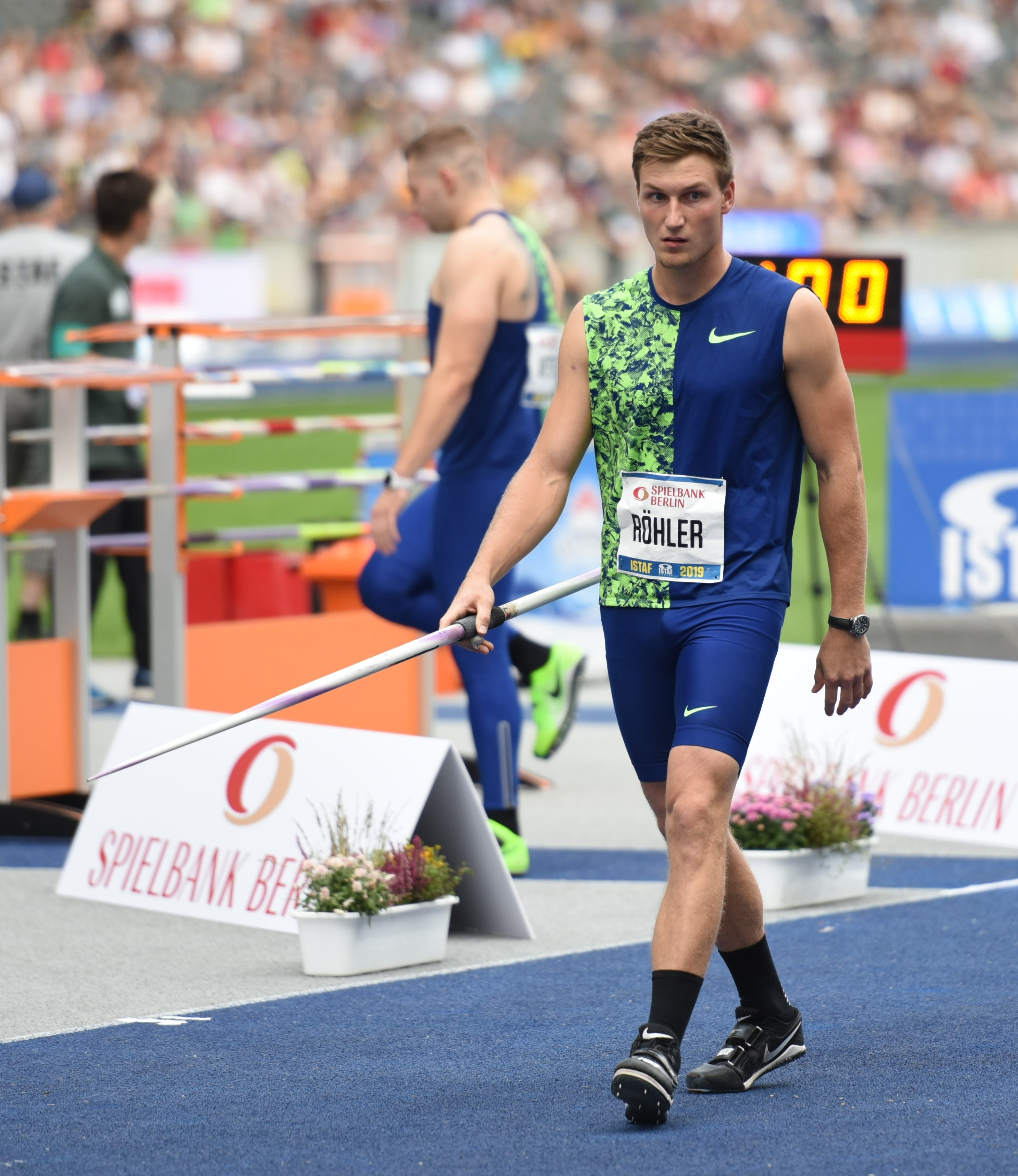
2019년 ISTAF 육상 대회 당시의 뢸러

2016년 8월 브라질 리우데자네이루에서 열린 2016년 하계 올림픽에서 8년전 노르웨이의 안드레아스 토르킬센이 세운 올림픽 기록 90.57m의 근사치인 90.30m의 기록을 세우고 대표팀 동료인 안드레아스 호프만과 에스토니아의 마그누스 키르트를 꺾고 금메달을 획득했다.